# Gotra caveata
Gotra caveata är en stekelart som beskrevs av Cheesman 1936. Gotra caveata ingår i släktet Gotra och familjen brokparasitsteklar. Inga underarter finns listade i Catalogue of Life.